# Nowy Arbat

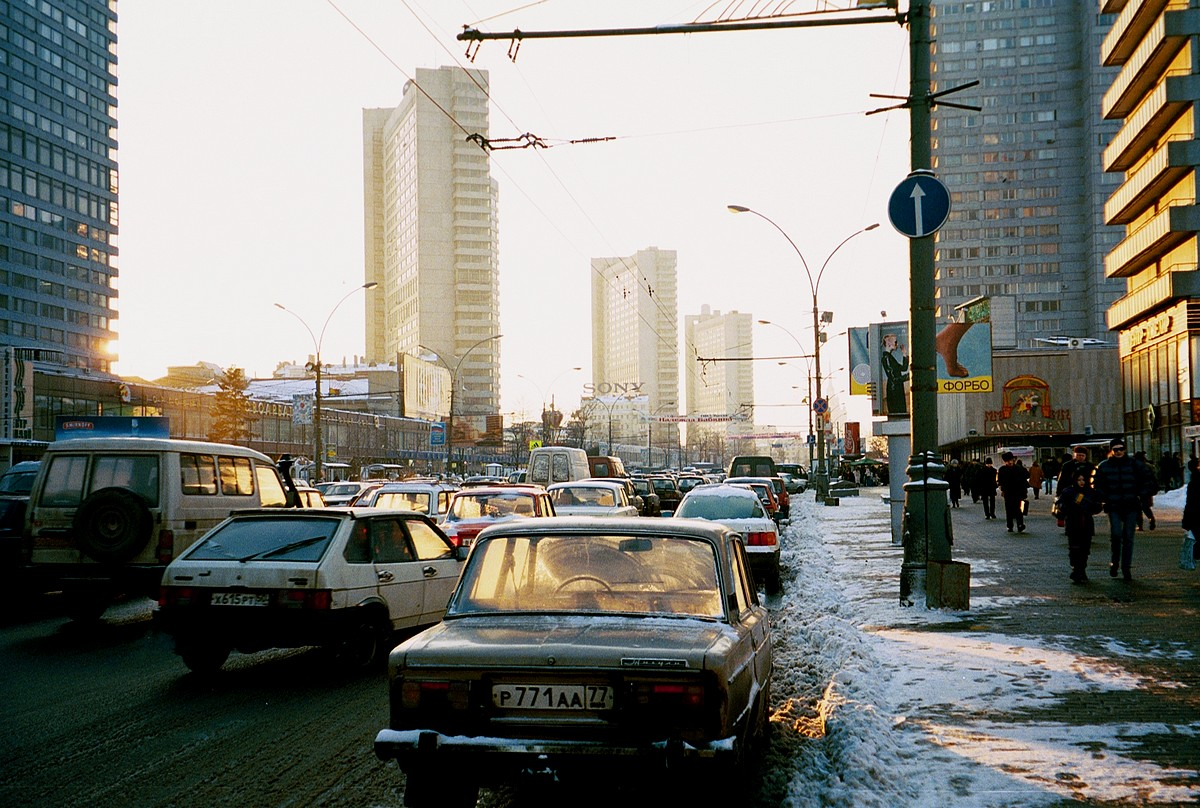
Nowy Arbat zimą

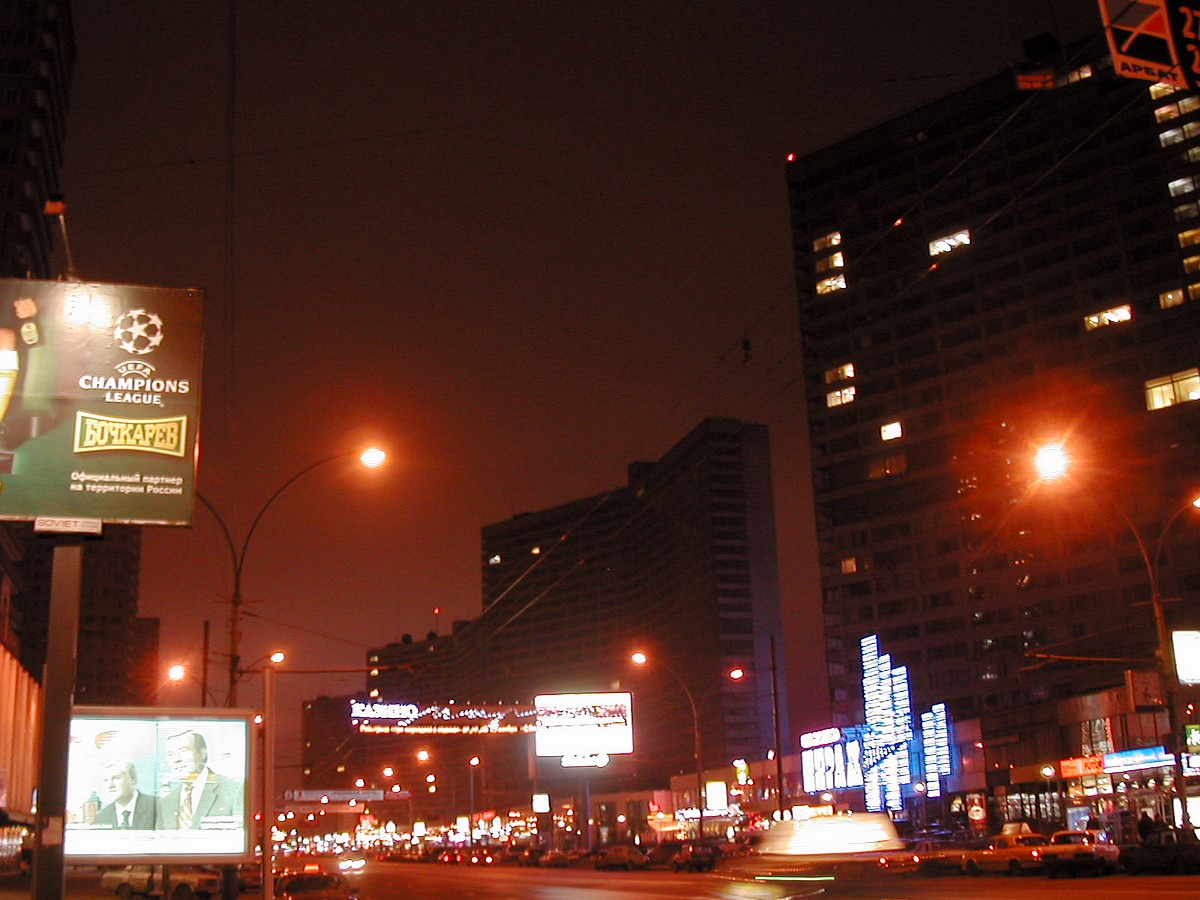
Nowy Arbat nocą

Nowy Arbat (ros. Новый Арбат) – ulica w centrum Moskwy w Centralnym okręgu administracyjnym Moskwy. Jej nazwa pochodzi od równoległej ulicy Arbat nazywanej również Starym Arbatem.
Nowy Arbat do 1992 nosił nazwę „Prospekt Kalinina” (Проспект Калиниа), od nazwiska działacza komunistycznego Michaiła Kalinina. Ulicę wytyczono w latach 60. XX w. burząc przy tym zabytkowe budynki. W ich miejsce wzdłuż nowego prospektu wybudowano wysokie, kiludziesięciopiętrowe identyczne wieżowce. Widok ich dwu rzędów stojących wzdłuż ulicy stał się jednym z klasycznych widoków Moskwy, symboli jej nowoczesności, używanych często w materiałach reklamowych i propagandowych. Z okazji świąt państwowych światła w oknach budynków zapalano, aby tworzyły napis „CCCP”.
Ulica jest główną arterią wylotową prowadzącą z Kremla na zachód, w szczególności do prezydenckiej rezydencji w Barwisze i osiedli luksusowych domów wzdłuż Szosy Riubliowskiej (Рублёвское шоссе) oraz ciągnącej się za obwodnicą MKAD Szosy Riubliowsko-Uspieńskiej (Рублёво-Успенское шоссе). Ta część przedmieść Moskwy nazywana jest tradycyjnie Rubliowką.
W związku ze znaczeniem Nowego Arbatu dla najwyższych władz państwowych w jego środkowej części znajduje się specjalny pas wydzielony dla samochodów rządowych.
Przy Nowym Arbacie znajduje się popularna księgarnia „Moskiewski Dom Książki” (Московский Дом Книги). Do momentu upadku ZSRR uchodziła ona za najlepiej zaopatrzoną księgarnię w całym kraju. W sąsiednim budynku, do końca lat 90. XX w., znajdował się sklep firmowy firmy „Miełodija”, głównego wydawcy płyt w ZSRR. W kierunku zachodnim ulica przechodzi w Prospekt Kutuzowski (Кутузовский проспект), znany również ze znajdujących się przy nim rezydencji przywódców ZSRR i wielu działaczy komunistycznych a obecnie osób wpływowych i zamożnych. Ulica kończy się nad rzeką Moskwą, gdzie znajduje się wieżowiec będący dawną siedzibą RWPG.